# Pont-de-Briques
Pont-de-Briques is een dorp in het departement Pas-de-Calais. Het ligt op de grens van de gemeenten Saint-Étienne-au-Mont, Saint-Léonard en Isques, met uitlopers tot in Condette.
Pont-de-Briques ligt in de vallei van de Liane. Het grootste deel van de bebouwing bevindt zich tegenwoordig op het grondgebied van de gemeente Saint-Étienne-au-Mont en vormt tegenwoordig de grootste kern van deze gemeente. Er is enige industrie, aansluitend op die van Outreau. In Pont-de-Briques ligt onder meer ook de wijk Audisque.

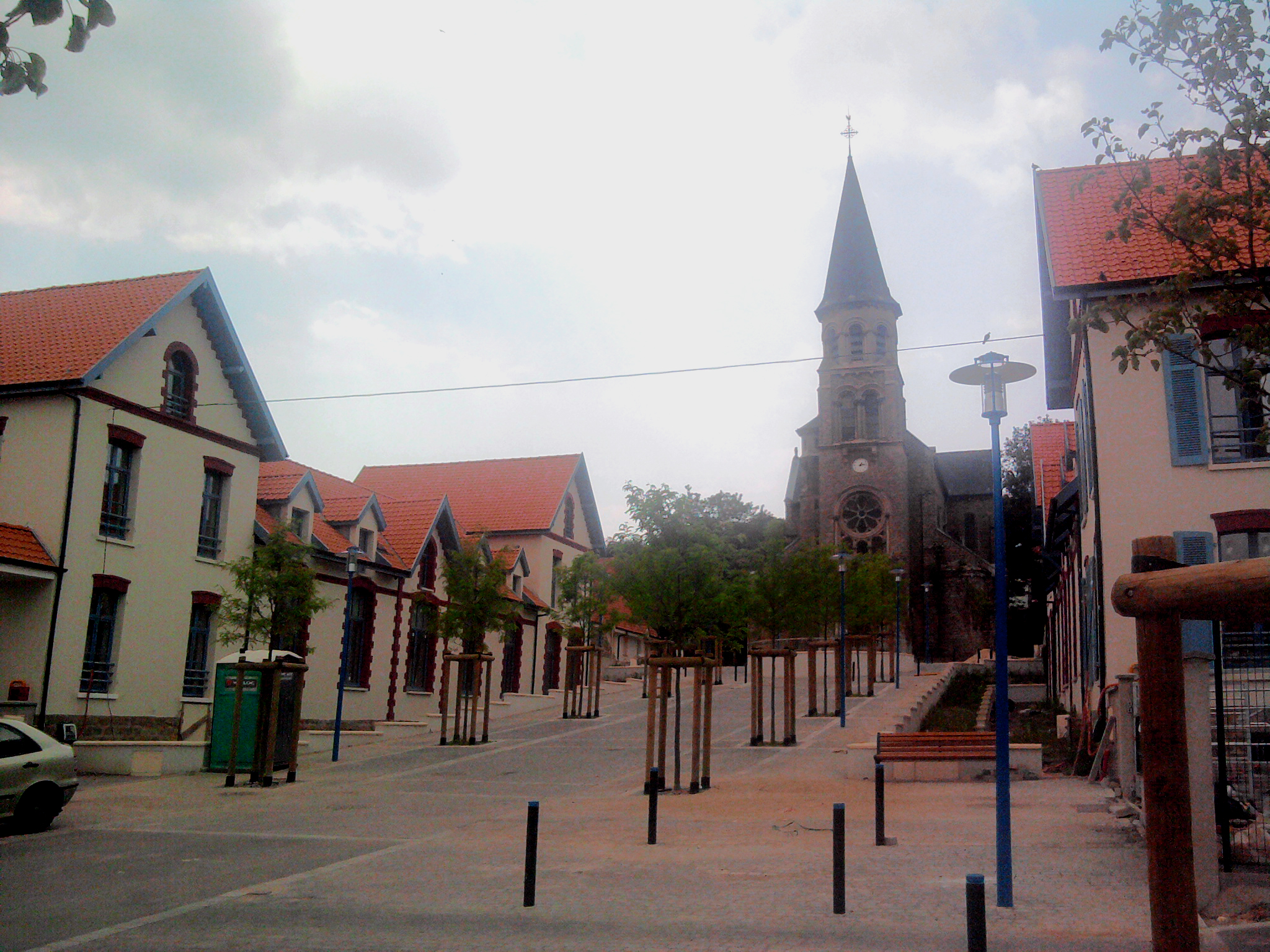
Pont-de-Briques en de Église Sainte-Thérèse

## Geschiedenis
In het begin van de jaartelling zou hier een brug over de Liane zijn gebouwd, en liep hier de Romeinse weg tussen Amiens en Boulogne-sur-Mer.
De naam werd in 1203 vermeld als Pont de le Brike. Daarbij is "pont" het Frans voor "brug", en "Bricke" zou van Germaanse oorsprong zijn en ook "brug" betekenen.
Op de 18de-eeuwse Cassinikaart is hier op de oversteek over de Liane de plaats als Pt. de Brique aangeduid, vooral op de rechteroever van de Liane in de buurt van Saint-Léonard, met net ten zuiden op de linkeroever het gehucht Audisque.
Tijdens revolutionaire periode op het eind van de 18de eeuw, toen men religieuze verwijzingen uit plaatsnamen wou verbannen, kreeg Saint-Léonard even de seculiere naam Pont-de-Brique, maar daarna keerde men terug naar de oorspronkelijke plaatsnamen.
Tussen 1803 en 1805 stationeerde Napoleon Bonaparte een leger in de omgeving van Boulogne, als voorbereiding voor een aanval op Engeland. Als zijn verblijfplaats koos Napoleon het Château de Pont-de-Briques. 
Halverwege de 19de eeuw werd door de vallei van de Liane en langs Pont-de-Briques de spoorlijn van Amiens naar Boulogne aangelegd, en kort daarna werd hier het station Pont-de-Briques geopend, op het grondgebied van de gemeente Saint-Étienne. De plaats groeide daarna sterk uit, nu ook op het grondgebied van Saint-Étienne-au-Mont, en er vestigde zich industrie in de vallei en langs de spoorlijn. Het gehucht Audisque raakte geleidelijk opgeslorpt in het groeiende dorp.
Pont-de-Briques werd de belangrijkste kern van de gemeente Saint-Étienne-au-Mont, en op het eind van de 19de eeuw werd hier de Église Sainte-Thérèse opgetrokken.

## Bezienswaardigheden
- Het Kasteel van Pont-de-Briques of Château Impérial, op het grondgebied van Saint-Léonard
- Het Kasteel van Audisque, op het grondgebied van Saint-Étienne-au-Mont
- De Sint-Theresiakerk (Église Sainte-Thérèse), op het grondgebied van Saint-Étienne-au-Mont

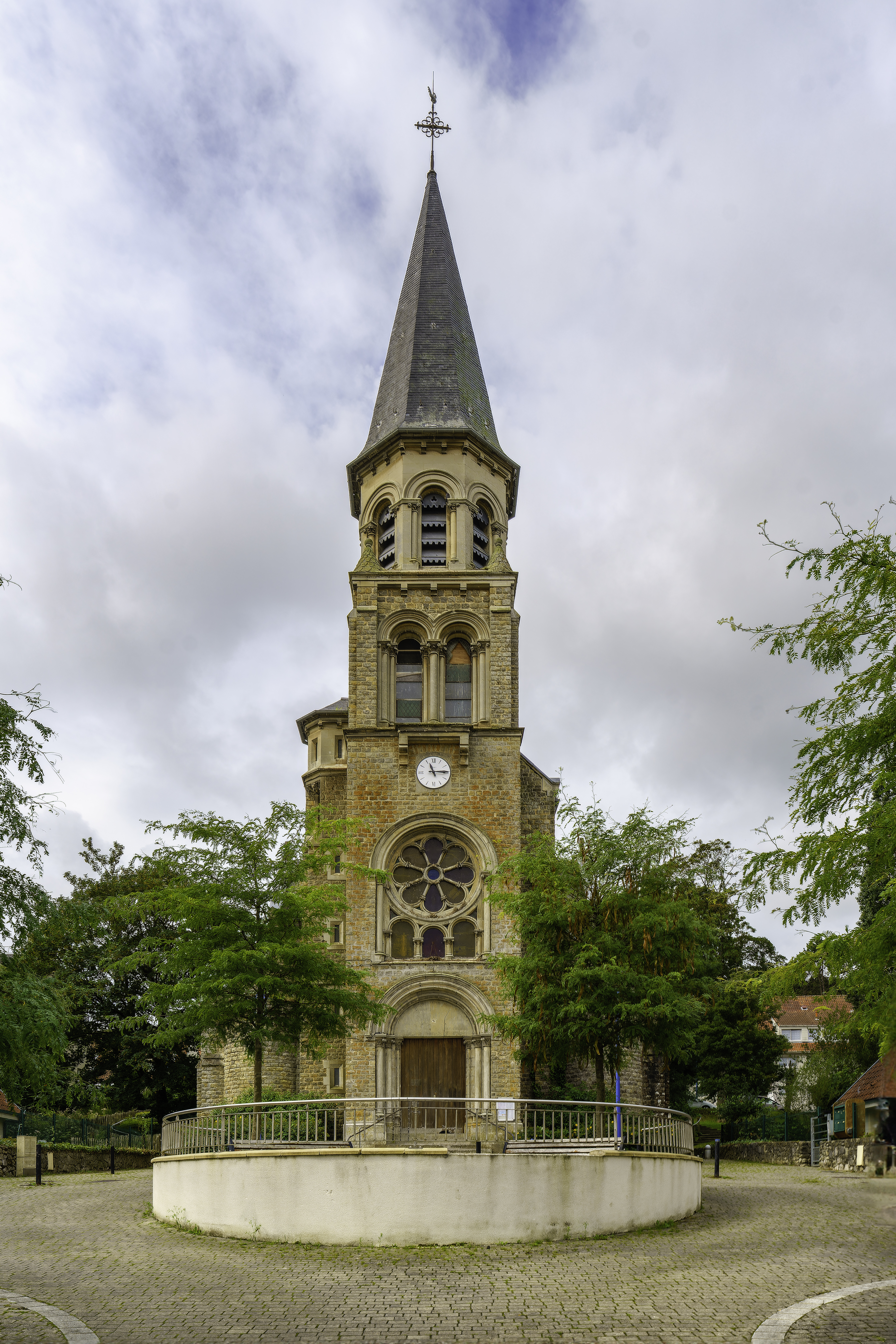
Église Sainte-Thérèse
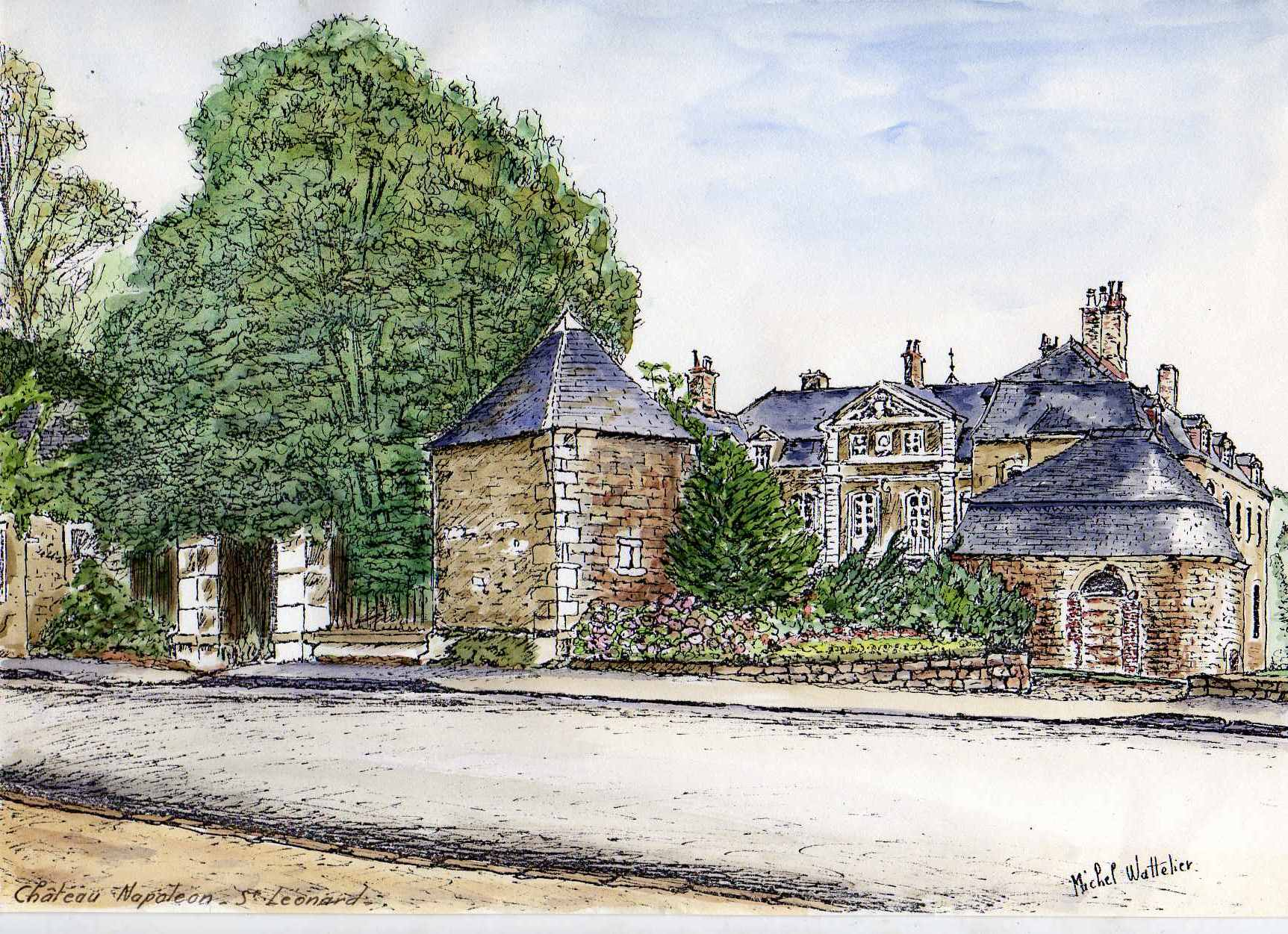
Château de Pont-de-Briques

## Verkeer en verover
In Pont-de-Briques bevindt zich het station Pont-de-Briques op de spoorlijn tussen Amiens en Boulogne-sur-Mer.